# 캐럴 하이스

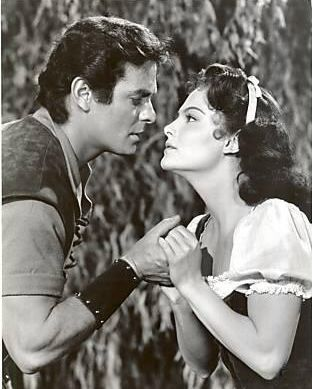
영화 백설공주와 세 꼭두각시에서 백설공주를 연기하는 하이스

캐럴 엘리자베스 하이스 젱킨스(영어: Carol Elizabeth Heiss Jenkins, 1940년 1월 20일 ~ )는 미국의 피겨 스케이팅 선수이자 배우이다.

## 인물 정보
그녀는 6세때 스케이트를 처음 신었고 뉴욕의 퀸즈 오존 공원근처에서 자랐다. 그녀는 피에르 브뤼네의 지도를 받았다.
올브라이트가 1956년 코르티나 담페초 동계 올림픽에서 금메달을 따는동안 하이스는 은메달을 땄다. 하이스는 매년 세계 선수권 대회 및 미국 선수권 대회에서 우승했고, 1960년 스쿼밸리 동계 올림픽에서 금메달을 획득했다.
하이스가 1960년에 현역에서 은퇴한후, 1961년에 영화 백설공주와 세 꼭두각시에 출연했다.